# شاپرک چوب‌استخوانی
شاپرک چوب‌استخوانی (نام علمی: Coleophora ostryae) نام یک گونه از سرده غلاف‌دارها است.